# 法隆寺金堂釈迦三尊像

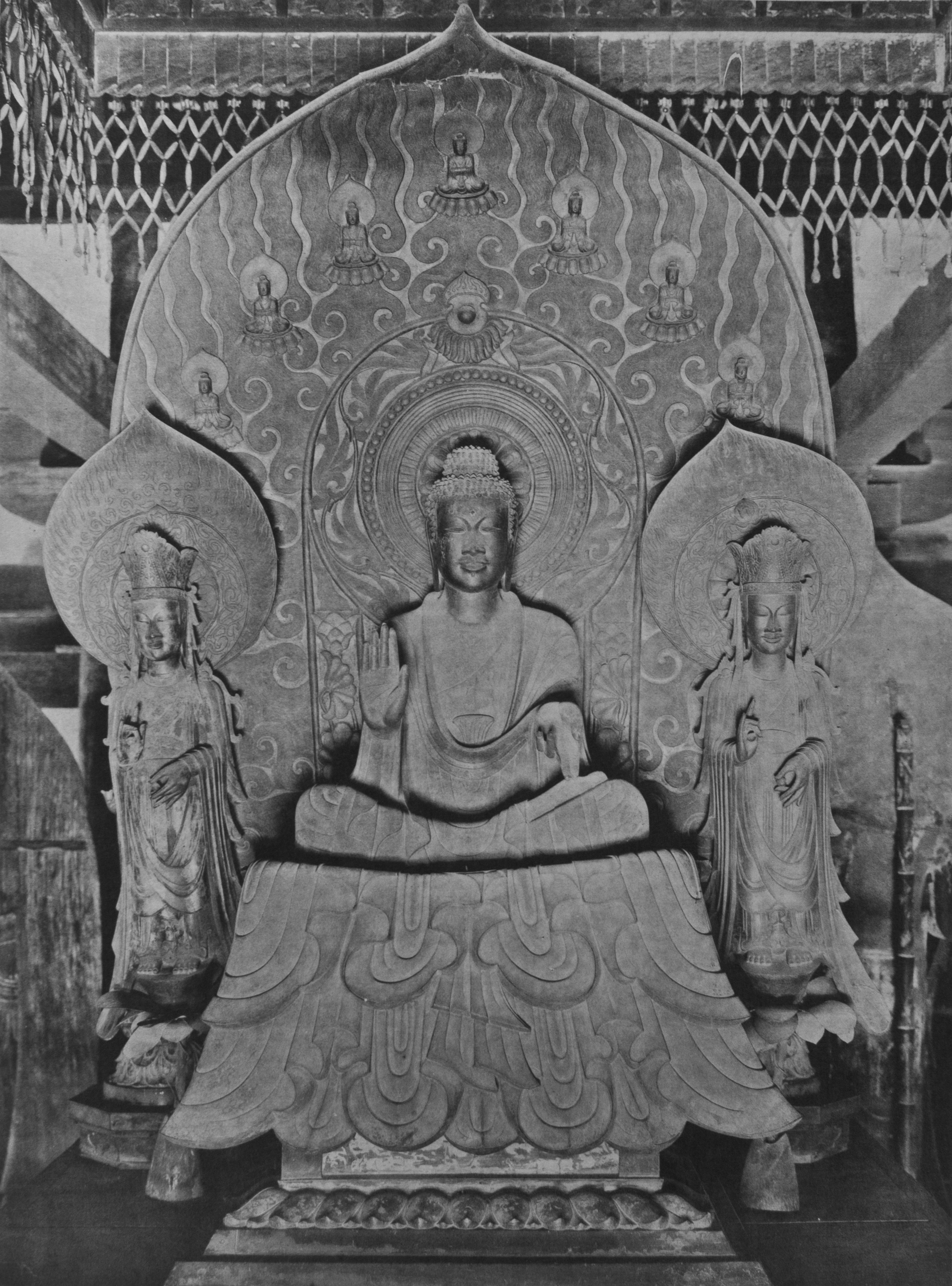
釈迦三尊像

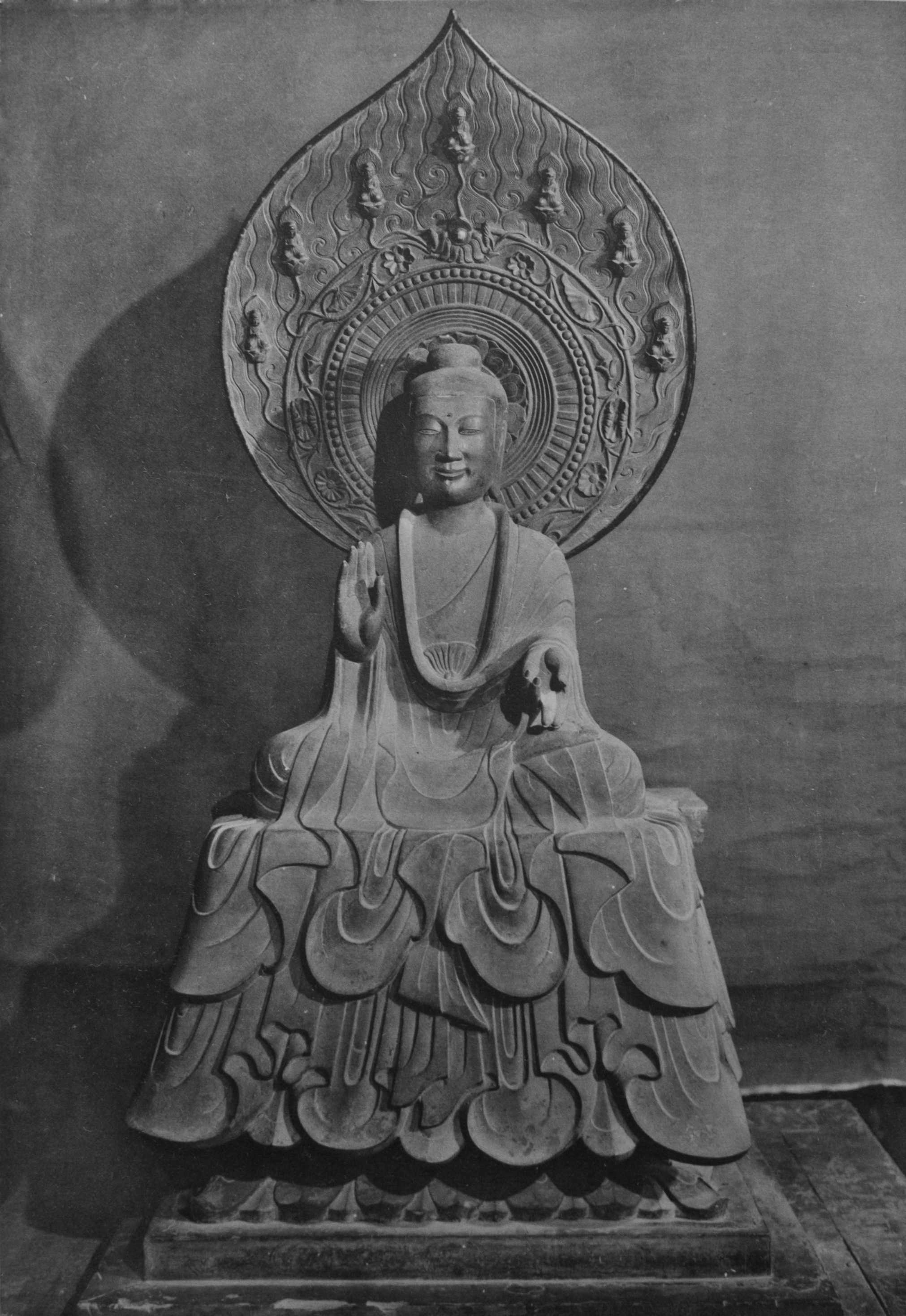
（参考画像）金堂薬師如来像

法隆寺金堂釈迦三尊像（ほうりゅうじこんどうしゃかさんぞんぞう）は、奈良県生駒郡斑鳩町にある聖徳太子ゆかりの寺院・法隆寺に伝来する飛鳥時代の仏像。

## 金堂釈迦三尊像と薬師如来像
法隆寺西院伽藍は現存する世界最古の木造建築であるが、聖徳太子（622年没）在世時の建物ではなく、創建時の伽藍が天智天皇9年（670年）に焼失した後に再建されたものであるということが定説になっている。西院伽藍が創建時の建物であるか再建であるかについては、明治以来数十年にわたって論争（再建・非再建論争）があったが、1939年の旧伽藍（若草伽藍）の発掘調査以降、再建説が定説となっている（再建・非再建論争の詳細については法隆寺再建非再建論争も参照）。現存する金堂は7世紀末頃の建築とみられる。
中心的な建物である金堂の内陣には「中の間本尊」の釈迦三尊像、「東の間本尊」の薬師如来像、「西の間本尊」の阿弥陀三尊像の3組の本尊が安置されている（以上の仏像はいずれも銅造）。なお、「中の間」「東の間」「西の間」は相互に壁などで明確に仕切られているわけではなく、柱の位置と、天井に吊るされた3つの箱形天蓋とによってゆるやかに区切られているにすぎない。3組の本尊のうち「中の間」の釈迦三尊像の光背裏面には推古31年（623年）造立、「東の間」の薬師如来像の光背裏面には推古15年（607年）造立の銘文がある。しかし、前述のとおり、現存する金堂は7世紀末頃の再建であり、それ以前に釈迦三尊像と薬師如来像がどこに安置されていたのかは不明である。また、これら2組の像の光背銘については、文中の用語の解釈などをめぐってさまざまな説があり、上記の造立年代の信憑性を疑う説もある。特に薬師如来像については、銘文中の用語と像自体の作風・技法の両面から、この像を文面どおり607年の作とする考えは今日ではほぼ否定されており、釈迦三尊像（623年銘）よりも年代的には下る制作とみなされている。天平19年（747年）作成の『法隆寺伽藍縁起并流記資財帳』（以下、『法隆寺縁起』または『資財帳』と略称）の仏像を列挙した部分では、冒頭に薬師像と釈迦像の記載があり、両像が遅くとも8世紀（奈良時代）には金堂内に安置されていたことがわかる。なお、「西の間」の阿弥陀三尊像は、光背銘によれば、もとの像が平安時代末期に盗難に遭った後、貞永元年（1232年）に制作されたものである。
薬師如来像の光背銘には、「病を得た用明天皇は、丙午年（586年）に寺（「法隆寺」と明記はされていない）と薬師像を造ることを発願したが、それを果たさないうちに崩御したので、遺命を奉じた推古天皇と聖徳太子が丁卯年（推古15年・607年）に像と寺とを造った」という意味のことが記されている。天平19年（747年）の『法隆寺縁起』もこれを踏襲し、寺の創立を推古15年（607年）のこととしている。一方、釈迦三尊像の光背裏面には、西暦623年にあたる年、その前年に亡くなった聖徳太子のために止利仏師がこの像を造ったとの銘がある。法隆寺の創建縁起にかかわる銘文を有し、607年に造られたとされる薬師如来像が金堂の中央ではなく東脇に安置され、これより16年後に完成した623年銘の釈迦三尊像の方が堂内中央に安置されていることについては古くから疑問視されていた。鎌倉時代の法隆寺の学僧で、『聖徳太子伝私記（古今目録抄）』の著者である顕真もこの点を不審に思い、同書に「当初は薬師如来像が本尊であったが、釈迦三尊像の方が大きいので、後に交替して釈迦三尊が本尊になった」という意味のことを記している。しかし、寺の本尊が単に像の大きさのみで交替するということは常識的には考えにくい。また、釈迦三尊像の頭上に吊るされている箱形天蓋（飛鳥時代）の大きさが同像の台座とほぼ同じ大きさであることからみても、金堂「中の間」本尊は当初から釈迦三尊像であったとみるのが自然である。釈迦三尊像については、法隆寺建立以前に斑鳩の地に建てられていた聖徳太子の斑鳩宮にもと安置されていたとする説もある。

## 像の概要
国宝。指定名称は「銅造釈迦如来及両脇侍像」（どうぞう しゃかにょらい および りょうきょうじぞう）。金堂「中の間」本尊であり、内陣中央部、木造二重の箱形台座（その形状から宣字形台座と称する）の上に、中尊の釈迦如来坐像と両脇侍菩薩立像が安置される。三尊全体の背後に大型の蓮弁形光背（挙身光）があり、これとは別に両脇侍はそれぞれ宝珠形の光背（頭光）を負う。銅造鍍金で像高は中尊が87.5センチ、左脇侍（向かって右）が92.3センチ、右脇侍（向かって左）が93.9センチ（以下、混乱を避けるため、左脇侍を「東脇侍」、右脇侍を「西脇侍」と呼称する）。台座は総高205.2センチ、光背高さは177センチで、台座の最下部から光背の最上部までの高さは382.2センチである。
中尊は施無畏与願印（右手は胸の辺に上げて掌を正面に向け、左手は掌を上に向けて腰のあたりに構える）を結んで坐す如来像で、服制は僧祇支（下衣）の上に大衣を通肩に着し、胸前に僧祇支の線が斜めに見えている。腹前に見えるのは僧祇支の紐の結び目である（これを下半身にまとう裳の結び目であるとする説もある）。面相は面長で、杏仁形（きょうにんけい＝アーモンド形）の眼、軽く笑みを浮かべるように見える唇（アルカイック・スマイル＝古拙の微笑と称される）、長い耳朶に孔を開けない点、三道（頸部のくびれ線）を表さない円筒状の頸部、長く伸ばした爪などに図像上の特色がある。台座前面には大衣と裳の裾を長く垂らしている（裳懸座）。台座に垂らした裳裾は、垂直に垂れ下がるのではなく、左右に勢いよく反り返っている。三尊と裳懸座、光背を含んだ全体が二等辺三角形に収まるような構成になっている。
両脇侍像は蓮華座上に直立し、上半身に僧祇支、下半身に裳をまとう。両脇侍像の名称は寺伝では「薬王菩薩・薬上菩薩」とされ、鎌倉時代の『聖徳太子伝私記』にもこの尊名がみられる。しかし、釈迦如来の脇侍の名称を「薬王菩薩・薬上菩薩」とすることは、日本古代にも中国南北朝時代にも例がなく、後世に付された名称とみなされている。後世の三尊像では、左脇侍と右脇侍は両手の構えなどを対称形に表すのが普通だが、本三尊像の両脇侍は左右ともほぼ同形である（以下の脇侍像に関する説明は、特に断らない限り東西脇侍像に共通）。両脇侍像は三山冠をいただき、右手を胸、左手を腹のあたりに構える。右手は第三・四指を曲げ、第三指と掌の間に玉を保持する。左手は第一指と第三指で玉を持つ。三山冠の正面中央には忍冬文を表し、最上部には三日月形の上に宝珠を載せたイラン風の意匠を表す。頭部の両脇に冠の垂飾を垂らす。両肩には垂髪を左右対称に図式的に表す（「蕨手状の垂髪」）。天衣は下半身正面でX字状に交差した後、両腕に掛かり、左右の体側へ流れている（「鰭状の天衣」）。胸部には中央部が尖った形の胸飾りを付ける。胸前に見える僧祇支の縁、その下の腹帯、裳の折返し部などに忍冬文を表し、腹帯と裳に挟まれた部分は菱形に区画した中に山岳樹木文を表す。両脇侍像は正面から見ると丸彫像のように見えるが、背面は空洞で、背面の造形を全く省略している。各脇侍像の台座は、銅製の蓮茎の上に蓮弁と蓮肉を載せたもので、蓮弁はそれぞれ6弁を打ちだした銅板3枚を重ねたものである。東脇侍と西脇侍は一見するとまったく同じに見えるが、子細に見ると西脇侍の方が彫りが深く、体の奥行も厚い。このため、西脇侍と東脇侍とには制作年代の違いがあるのではないかとする説もある。西脇侍では冠帯と耳朶は密着しているのに対し、東脇侍では両者の間にはわずかに隙間がある。鋳造技術上は、隙間を空けて鋳造する方がむずかしく、この点も両像の制作年代に差を認める説の根拠になっている。両腕から体側へ垂れる天衣は、東脇侍・西脇侍ともに中尊に近い側が長く、反対側が短くなっている。中尊の裳懸座の陰に隠れてしまう天衣をわざわざ長く作るのは不自然であることから、東西の脇侍は場所が入れ替わっているのではないかと言われてきた。『昭和資財帳』の調査時の所見では、当初安置する際に、光背の枘穴と像の枘とがうまく合わなかったため、左右逆に安置したと見られている。

## 光背

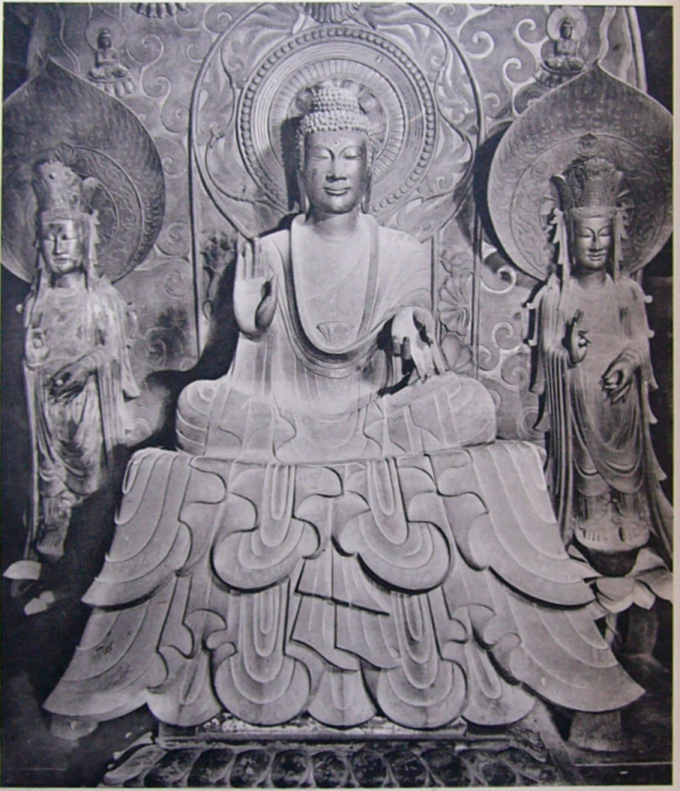
釈迦三尊像（部分）

蓮弁形光背は頭光（ずこう）・身光部とその外側の周縁部からなる。中尊の頭部の後に当たる頭光部は全体が円形をなす。頭光の中心部には蓮肉部の大きい単弁の蓮華文を置き、これの周囲には同心円状に輻状文帯、重圏文帯、連珠文帯、忍冬唐草文帯が順にめぐる。各帯の輪郭は太い突線で区切られている。頭光部の頂上には蓮台上の火焔宝珠を表す。頭光部の直下の身光部は、左右端に蓮華荷葉文の垂直の帯を置き、これらに挟まれた中央部は無文である。光背の周縁部は全面にS字状・逆S字状の渦巻き状の文様を表すが、これは火焔を表現したものである。周縁部には計7体の化仏（けぶつ）を表す。
蓮弁形光背の上端部は損傷してひびが入り、前方に折れ曲がっている。前述のとおり、創建法隆寺は670年に火災に遭っており、前述の光背の損傷は、火災時に釈迦三尊像を搬出する際に生じたものではないかと想定する研究者もいる。蓮弁形光背の外枠の側面には左右とも13個の枘穴が残っており、もとはここに何かを取り付けていたとみられる。これについては、他の事例から類推して、光背周縁部のさらに外側に飛天像を取り付けていたのではないかとの説が、明治時代に平子鐸嶺によって唱えられている。蓮弁形光背の外側に飛天像を取り付けた実例は、たとえば法隆寺献納宝物中の甲寅年銘光背にみられる。両脇侍像の光背は、複弁蓮華文の周囲に忍冬唐草文、そのさらに外側に火焔文を表す。

## 台座
本三尊像の木造台座は台脚部の上に箱形を2段に積み上げた形のものである。下段の箱形（下座）に比し、上段の箱形（上座）は一回り小さくなっている。下座の上下にそれぞれ請花（うけばな）と反花（かえりばな、いずれも蓮弁形の装飾）、上座の下に反花がある。材質は請花と反花がクスノキ材、他の部分がヒノキ材である。このように彫刻を施す部分にはクスノキ材を用いるのが飛鳥時代の特色である。上座・下座の四面にはそれぞれ彩色の絵画がある。これらの絵画は現状では剥落が激しく、肉眼では図様を確認することはほとんど不可能であるが、山岳、樹木、飛天、四天王などが描かれ、全体としては須弥山世界を表すものと考えられている。
下座正面は山岳と2体の飛天が描かれ、背面は山岳とともに2人の人物が描かれている。側面は左右とも2体ずつの天部像を描き、四天王を表したものと思われる。上座は4面とも山岳を描き、正面には下座と同様、2体の飛天を描く。修理時に内部から墨書や墨画が発見されている。上座内面には12字の墨書と鳥と魚の墨画がある。墨書は「相見丂陵面楽識心陵了時者」と読まれ、墨画は雁と撞木鮫である。村田靖子は、墨書は墓（陵）に埋葬された死者に関する内容と思われること、中国では鳥は天上、魚は地下を表す例があることから、これらの墨書と墨画は飛鳥時代人の他界観を表したものとする。東野治之はこの墨書を再検討し、「相見可陵面未識心陵了可」と読めるとした。そのうえで、「可陵」は「迦陵頻伽」（極楽浄土に住むとされる、人面鳥身の想像上の生き物）を意味し、この墨書は美しい女性を迦陵頻伽に例えて、「女性の心がわからない」の意であるとする。下座の下框上段の補足材には数か所に墨書があり、そのなかに「辛巳年八月九月〔原文ママ〕作」の文字がある。この辛巳年は621年、すなわち聖徳太子死去の前年である可能性が高い。また、この下框は建築物の扉の材を仏像の台座に転用したものとみられ、法隆寺東院伽藍の地にもと存在した斑鳩宮の建物の一部かとの想定もなされている。このほか、台脚部の天板の上面には天王像墨画がある。

## 作者
本三尊像の作者は、光背銘によれば司馬鞍首止利仏師、すなわち鞍作止利（鳥）である。止利の生没年は不明だが、鞍作多須奈の子で、司馬達等（読みは「しばだっと」「しめだちと」など）の孫とされている。多須奈は高市郡坂田寺の丈六仏と脇侍像を造ったとされる人物であり、達等は『日本書紀』によれば継体天皇の時代に渡日した漢人（あやひと、渡来人）とされ、その出自は中国南朝の梁oとも朝鮮半島の百済ともいう。いずれにしても、止利は渡来人の子孫ということになる。
一族は「鞍部」（鞍作）を称し、鞍などの馬具製作の技術者集団だったようで、その金工技術を仏像製作に応用したものと考えられている。『書紀』に見える止利の最初の事績は、飛鳥寺の銅繍（銅造と刺繍）の丈六仏像の造仏工に任じられたことである。なお、「止利」については特定個人を指す固有名詞ではなく、一族の「頭領」「長」を指す言葉ではないかとの説もある。

## 様式の源流
本三尊像と共通の様式をもつ仏像を「止利式」仏像と称する。止利式の具体的作例としては、法隆寺大宝蔵院にある戊子年（628年）銘の銅造釈迦如来及び脇侍像、同じく大宝蔵院の銅造菩薩立像（胸前に両手で宝珠を持つ）、法隆寺献納宝物四十八体仏中の銅造如来坐像（145号像）などがある。いずれも、面長の頭部、古拙の微笑を浮かべる表情、正面観照性・左右相称性の強い造形、図式的に整えられた衣文などに特色がある。こうした造形は北魏の仏像彫刻、なかでも龍門石窟賓陽中洞本尊の如来像（北魏）に似ていることが早くから指摘されていた。このため、止利式仏像の源流は中国北朝の北魏の仏像にあるという説が明治時代、平子鐸嶺らによって唱えられ、以後この説が長らく主流となっていた。建築史家の関野貞は、百済の文化がもっぱら南朝の梁の影響下にあることから、止利式仏像の起源は南朝にあるという説を1934年に発表した。しかし、南朝の仏像の遺品自体が少ないこともあって南朝起源説はかえりみられず、その後も日本の飛鳥仏の様式は、北魏の遺品との関連で論じられてきた。
こうした中、吉村怜は1983年に止利式仏像南朝起源論を発表した。吉村の論の骨子は、中国南北朝時代の南朝は北朝よりも文化的に優位にあり、北朝の仏像様式は南朝のそれを忠実に反映したものであったこと、百済と北魏の交渉は確認できないこと等である。
なお、法隆寺釈迦三尊像は、大衣の着装法に北魏仏とは異なる独特のものがあることが指摘されている。通常、大衣を通肩（両肩を覆う）に着装する場合、まず左肩と左胸を覆い、背中を経て右肩と右胸を覆い、さらに腹前を覆う。北魏仏の場合、大衣の端は腹前から左前膊（左腕の肘から先）に掛けて終わっている。ところが、法隆寺釈迦三尊像の場合、衣端は左肩に掛けているように見えるが、左前膊にも衣端のような線が見え、1枚の大衣に2枚の衣端があることになってしまう。これを指摘したのは水野敬三郎（1974年の論文）であった。水野は、止利が本三尊像を制作した当時の日本で見られた北魏式の仏像は浮彫像であって、背面の状態が明らかでないため、衣端を左肩に回す方法と左前膊に掛ける北魏式との折衷的な形式になったのであろうとした。これに対し大西修也は、止利が大衣の着装法を知らなかったはずはないとし、上述のような折衷的な着装法は、造形上、重苦しくならないための工夫であろうとした。この点については、そもそも釈迦像が2枚の大衣を着ている可能性を指摘する意見もある。

## 銘文

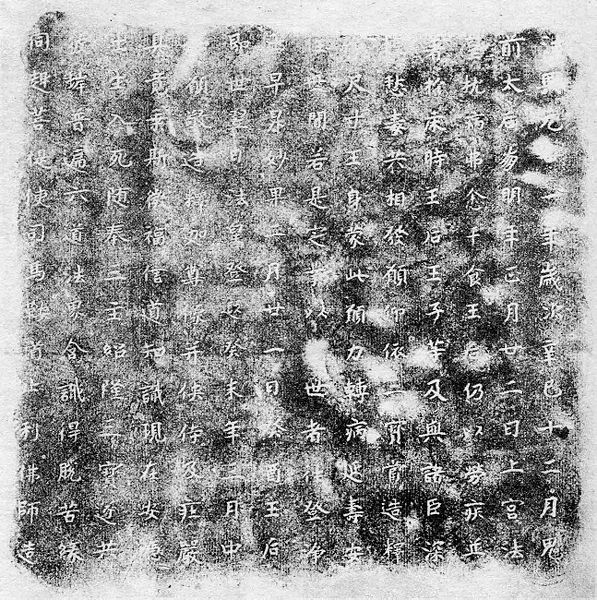
光背裏面の銘文

蓮弁形光背の裏面には造像の由来について記した銘文がある。銘文は14字14行で、四六駢儷体の格調高いものである。このように字数と行数を整えた例は中国の墓誌にみられる。文字は中国の5〜6世紀頃の書風を伝える。刻まれた文字の内面には鍍金が及んでいないとされるが、これについては写真映りをよくするために明治大正期に字の部分に詰め物をしたことの影響が指摘されている。銘文の原文と書き下し文を以下に示す（読み方には諸説ある）。
（読み下しの例）
法興元丗一年（げんさんじゅういちねん）、歳（ほし）は辛巳に次（やど）る〔西暦621年〕十二月、鬼前太后〔間人皇女〕崩ず。明年正月廿二日、上宮法皇〔太子〕、病に枕して弗悆（ふよ）〔「弗」の次の漢字は「余」の下に「心」〕。干食（かしわで）王后〔膳妃〕、仍（より）て以て労疾、並びて床に著（つ）く。時に王后王子等、諸臣及与（と）、深く愁毒を懷（いだ）き、共に相（あい）発願すらく、「仰ぎて三宝に依り、當（まさ）に釈像の、尺寸王身なるを造るべし。此の願力を蒙り、病を転じて寿を延べ、世間に安住せむ。若し是れ定業（じょうごう）にして以て世に背かば、往きて浄土に登り、早（すみやか）に妙果に昇らんことを」と。二月廿一日癸酉、王后即世す。翌日法皇登遐（とうか）す。癸未年〔623年〕三月中、願いの如く敬（つつし）みて釈迦尊像并（あわ）せて侠侍（きょうじ）、及び荘厳具を造り竟（おわ）る。斯の微福に乗じ、道を信ずる知識、現在安隠にして、生を出でて死に入り、三主〔間人皇女、太子、膳妃〕に随（したが）い奉り、三宝を紹隆し、遂には彼岸を共にし、六道に普遍せる、法界の含識、苦縁を脱するを得て、同じく菩提に趣（おもむ）かむことを。司馬鞍首（しばのくらつくりのおびと）止利仏師をして造らしむ。
（〔　〕内は補注。）
読み下しについては、以下のようにさまざまな異説がある。
- 「十二月、鬼前太妃崩」の「鬼」を日付の意に解釈し、「十二月鬼、前太妃崩」とする[41]。
- 「弗悆」を次の「干食」につなげて、「食に弗悆（こころよ）からず。王后、」とする[39]。
- 「當に釈像の、尺寸王身なるを造るべし。此の願力を蒙り、」を「釈像を造りて、尺寸の王身、此の願力を蒙り、」とする[42]。
- 「遂には彼岸を共にし」を「共に彼岸を遂（と）げ」とする[43]。

以上のように、一部の字句の読み方や解釈に異論もあるが、銘文の大意は以下のとおりである。
西暦621年にあたる年の12月、聖徳太子の生母の穴穂部間人皇女が死去。翌年（622年）正月22日には太子も病に臥し、膳妃も看病疲れで並んで床に着いた。これを憂いた王后王子等と諸臣とは、太子の等身大の釈迦像を造ることを発願。太子の病が治り、長生きすることを望み、もしこれが運命であって太子のこの世での寿命が尽きるのであれば、極楽浄土に往生されることを望んだ。しかし、2月21日に膳妃が、翌日に太子が相次いで亡くなった。所願のとおり623年3月に釈迦像、脇侍像と荘厳具（光背や台座）を造り終えた。作者は司馬鞍首止利仏師である。
この銘文については、「法興」という私年号の使用や、「法皇」「仏師」という語が推古朝にあったとは考えられない等の観点から、疑わしいとする説もある。福山敏男は1935年の論文で、釈迦三尊と東の間の薬師如来の光背銘はいずれも疑わしく、推古朝の作ではないとした。藪田嘉一郎も1950年の論文で釈迦三尊の光背銘は疑わしいとした。しかし、福山は1961年の論文では釈迦三尊光背銘を指して「飛鳥金石文の首位にあるもの」と評しており、自説を実質的に撤回している。福山は推古朝には「天皇」の語はなく、したがって「法皇」という用語もなかったとするが、これについては、栗原朋信（1965年の論文）が推古朝に天皇号がなかったとは証明できないとして批判した。東野治之は、木簡に書かれた文字で「皇」が「王」と同じ意味で使われる例の多いことから、「法皇」表記には問題がないとしている。
藪田嘉一郎は、「仏師」の語が使用されるのは天平以後であることから（「仏師」の初見は天平6年・734年の正倉院文書）、釈迦三尊光背銘は疑わしいとし、笠井昌昭も同様の説を述べている。これについて大橋一章は、そもそも正倉院文書以前の文字資料は乏しいので、推古朝に「仏師」の語がなかったとは証明できず、むしろ釈迦三尊光背銘が「仏師」の初見であろうとして反論した。

## 本像をめぐる問題
『昭和資財帳』作成時の調査所見によると、釈迦像の像内には鋳造時に溶銅が回りきらなかった箇所に鋳掛けをした跡が3か所に見られるのに対し、東の間の薬師像の像内には鋳掛けはみられず、技法的に進歩が見られるという。型持の処理については、釈迦像では鋳掛けと象嵌を併用しているが、薬師像では象嵌のみで処理されている。こうした技法面からも、釈迦三尊像は東の間薬師像に先行する作品とみられる。
釈迦三尊像は、光背（挙身光）の上端に折損はあるものの、火災に遭って焼けたような痕跡はない。もし釈迦三尊像が『書紀』にいう670年の火災以前から法隆寺に安置されていたのだとしたら、火災時に焼損なく運び出すことは不可能ではないかという意見がある。これについて美術史家の町田甲一は次のように答えている。寺院の火災は、塔への落雷・出火が原因となって、他の建物に類焼する場合が多い。法隆寺の場合も、まず塔が落雷で出火したが、釈迦三尊像を安置する仏堂に火が移るまでには時間があり、その間に像と光背を別々にして運び出すことは可能だったのではないかということである。しかし、『昭和資財帳』作成時の調査所見によると、釈迦像と光背を合わせた重量は422キログラムであり、形態も複雑で、これを損傷なく搬出することはきわめて困難とみられる。また、光背の端部は厚みが薄く、前述の損傷は必ずしも火災時にできたものとは限らない。
釈迦三尊像の完成は聖徳太子の死去の翌年の623年、薬師如来像の完成はそれより後とすると、それ以前の法隆寺には本尊はなかったのか、聖徳太子在世中に発願・完成された仏像はなかったのかという疑問が出てくる。これについて前出の町田甲一は、古代の金銅仏制作には長い期間を要したはずで、銘文に623年の完成とあっても、実際の制作はもっと早い時期、すなわち太子の生存中に始まっていたはずだとする。釈迦三尊像銘文によれば、この三尊像は太子が発病してから1年と少しで完成したことになっている。しかし、たとえば山田寺講堂の本尊（その頭部のみが奈良・興福寺に現存）の場合は天武天皇7年に制作を開始し、完成したのは同14年であり、これより半世紀も前の作品である法隆寺釈迦三尊像が1年強で完成したとは考えがたい。したがって、銘文には623年とあっても、実際の制作はその数年前から始まっていたはずだということである。

## 用語説明
- 大衣（だいえ） - 如来像の着衣を指す。日本では一般に「法衣」（ころも）と、その上に着る「袈裟」を区別するが、本来インドでは僧の着衣は袈裟（カシャーヤ）であった。「大衣」の本義は、仏教の修行者が着用を許される3種の袈裟（三衣）の一つである。
- 僧祇支（そうぎし） - 大衣の下に着用する下着。
- 裳（も） - 下半身にまとう、巻きスカート状のもの。裙（くん）ともいう。
- 天衣（てんね） - 菩薩、天人などが両肩から垂らしている細長い布。像の正面で交差したり、両腕から体の外側に垂下するなど、像によってさまざまなデザインがある。
- 蓮肉（れんにく） - 漢方薬の「蓮肉」とは意味が異なり、蓮華座（ハスの花をかたどった仏像の台座）のうち、蓮弁（花びら）で囲まれた半球形の部分を指す。
- 螺髪（らほつ） - 如来像の頭髪の形式。巻貝のような形状のものを多数植え込むことによって、巻き毛を表したもの。
- 化仏（けぶつ） - 仏像の光背や頭上などに表された小型の仏像を指す。「化仏」の本義は、仏が相手に応じて姿を変えて出現したもの。
- 施無畏与願印（せむい・よがんいん） - 如来像の印相（両手の構え）のうち代表的なもの。右手は指を伸ばし、掌を正面に向けて立て、胸の辺に構える（施無畏印）。左手は、立像の場合、腕を体側に下げ、掌を正面に向ける。坐像の場合は、掌を正面ないし上方に向けて膝のあたりに構える。
- 鋳掛け（いかけ） - 金属製品の欠損部分に溶かした金属を注入し、補修すること。
- 型持（かたもち） - 銅像など金属製の像を鋳造する際、内型と外型がずれないように支えとする金具のこと。
- 象嵌（ぞうがん） - 金属の表面に別の金属を形に合わせて嵌め込む技法。修理のほか、文様や銘文を表す際にも用いる。「象嵌」という用語は陶磁器の場合にも用いる。